# Slattenpatten
Slattenpatten eller Slattenlangpat er et kvindeligt væsen i dansk folketro, især knyttet til Suså. 
Væsnet betegnes også som en ellekvinde, ellekone eller elverkone. I modsætning til en ellepige, der i reglen beskrives som meget smuk, er Slattenpatten karakteriseret ved at have overordentligt lange bryster.
Brysterne hænger "helt ned til bæltestedet", men de kan kastes op over skulderen, således at et barn kan die, selvom det bæres på ryggen. I situationer, hvor Slattenpatten jages, slænger hun blot brysterne over skuldrene, så de ikke er i vejen, når hun skal løbe hurtigt.

## Sagn
På Sydsjælland findes en række sagn, hvor Slattenpatten jages af "Kong Volmer" (egentlig Valdemar Atterdag)  eller "Wojens Jæger" med sine hunde. 
Slattenpatten røver fra menneskene om natten. Men ridses et kors i ens brød og bagværk, kan hun ikke stjæle det. Følger hun efter én, kan man undslippe hende ved at løbe ud over markerne og tværs over plovfurerne, for hun kan kun løbe langs med furerne, når de er pløjet med stålplov. Stål kan de underjordiske ikke lide. Man kan også hoppe over rindende vand, en å eller bæk. Rindende vand er en anden ting, de underjordiske ikke bryder sig om. 

## Statuer
Et kvindeligt, troldelignende væsen med lange bryster, udført i egetræ, tjener som karyatide under prædikestolen i Vejlø kirke, og regnes som inspireret af Slattenpatten. 
I forbindelse med renovering af Axeltorv i Næstved blev det hidtidige springvand i 2010 erstattet af en statue af Slattenpatten, udført af Bjørn Nørgaard.